# Рудішкес
Рудішкес (лит. Rūdiškės; пол. Rudziszki) — місто в Тракайському районі Вільнюського повіту Литви, адміністративний центр Рудішкеського староства (сянюнії лит. seniūnija).

## Розташування і загальна характеристика
Церква Серця Ісуса (збудована в 1932), діють також: Рудішкеська гімназія, центр первинної медико-санітарної допомоги, пошта, залізнична станція, дитячий садок, реміснича школа, дитяча музична школа, центр культури, бібліотека.

## Назва
Вважається, що в минулому в Рудішкесі виплавляли руду, звідси й назва цього місця. У книзі А. Ванагса «Назви литовських міст» про поселення Рудішкес зазначено, що воно згадується відносно пізно – ймовірно, у 1774 році. Походження топоніма Rūdiškė – суфікс -iškės, -iškės, похідні від особового імені, тепер прізвища, Rudys, Rudis, Rudė.

## Населення
У 1989 році нараховувалося 2 489 жителів. Станом на 2022 рік — 1 962 жителі.

## Історія
Село Рудішкес згадується з 1774 року, коли тут збудували церкву. 1792 рік у Рудішкесі було 3 будинки, які могли вмістити 15-20 осіб. Спочатку в місті проживало 3 єврея. У 1866 році в селі було лише чотири двори з 23 мешканцями та дві шинки з 7 євреями. 15 лютого 1864 року відкрили залізничну станцію Рудішкес. Залізничний вокзал був корисним і зручним для подорожей, сполучаючи людей з навколишніх сіл з містами. З початком Другої світової війни починаються депортації до Сибіру. Багато людей було депортовано з Рудішкес.
У 19 столітті у Рудішкесі проживало багато євреїв, тут була Рудішкеська синагога. Село розрослося і в 1891 році Рудішкес піднявся до рангу містечка як центр волості. Перша школа в Рудішкесі була заснована в 1896 році. 1916 у місті була створена єврейська бібліотека.
1940 року була створена бібліотека. З розвитком деревообробної промисловості, 15 травня 1958 року Рудішкес став селищем міського типу .
2010 був затверджений герб міста Рудішкес , який символізує природу, що оточує місто.

## Пам'ятки
- Церква Серця Ісуса (1925-1932)
- Залізничний вокзал
- Станційна водогінна вежа
- Житлові будинки залізничників

## Видатні уродженці
- Евеліна Сашенко